# Rozenhermelijnbladroller
De rozenhermelijnbladroller (Notocelia rosaecolana) is een vlinder uit de familie bladrollers (Tortricidae), de bladrollers. De wetenschappelijke naam van de soort is, als Spilonota rosaecolana, in 1850 gepubliceerd door Henry Doubleday. De spanwijdte van de vlinder bedraagt tussen de 16 en 20 millimeter. De vlinder is moeilijk te onderscheiden van Notocelia trimaculana en Notocelia roborana. De vlinder komt verspreid over het Palearctisch gebied voor.

## Waardplanten
De rozenhermelijnbladroller heeft rozen als waardplanten.

## Voorkomen in Nederland en België
De rozenhermelijnbladroller is in Nederland en in België een vrij algemene soort, die verspreid over het hele gebied kan worden gezien. De soort vliegt van eind mei tot in augustus.